# Wings 1973 UK Tour
Wings 1973 UK Tour – trzecia trasa koncertowa grupy Wings; w jej trakcie odbyło się
dwadzieścia jeden koncertów.

## Program koncertów
1. "Soily"
2. "Big Barn Bed"
3. "When the Night"
4. "Wild Life"
5. "Seaside Woman"
6. "Little Woman Love"
7. "C Moon"
8. "Live and Let Die"
9. "Maybe I'm Amazed"
10. "My Love"
11. "Go Now"
12. "Say You Don't Mind"
13. "The Mess"

Bis:
1. "Long Tail Saily"

## Lista koncertów
1. 11 maja 1973 – Bristol, Anglia – Bristol Hippodrome
2. 12 maja 1973 – Oksford, Anglia – Oxford New Theatre
3. 13 maja 1973 – Cardiff, Walia – Capitol Cinema and Theatre
4. 15 maja 1973 – Bournemouth, Anglia – Winter Gardens
5. 16 maja 1973 – Manchester, Anglia – Hardrock
6. 17 maja 1973 – Manchester, Anglia – Hardrock
7. 18 maja 1973 – Liverpool, Anglia – Liverpool Empire Theatre (dwa koncerty)
8. 19 maja 1973 – Leeds, Anglia – Leeds University
9. 21 maja 1973 – Preston, Anglia – Guild Hall
10. 22 maja 1973 – Newcastle upon Tyne, Anglia – Odeon Cinema
11. 23 maja 1973 – Edynburg, Szkocja – Odeon Cinema (dwa koncerty)
12. 24 maja 1973 – Glasgow, Szkocja – Green's Playhouse
13. 25 maja 1973 – Londyn, Anglia – Hammersmith Odeon
14. 26 maja 1973 – Londyn, Anglia – Hammersmith Odeon
15. 27 maja 1973 – Londyn, Anglia – Hammersmith Odeon
16. 4 lipca 1973 – Sheffield, Anglia – City Hall
17. 6 lipca 1973 – Birmingham, Anglia – Odeon
18. 9 lipca 1973 – Leicester, Anglia – Odeon
19. 10 lipca 1973 – Newcastle upon Tyne, Anglia – City Hall